# Đình Bình Thủy
Đình Bình Thủy, tên chữ là Long Tuyền Cổ Miếu là một đình thần tại Thành phố Cần Thơ. Đây là một công trình có giá trị về kiến trúc nghệ thuật cổ truyền của người Việt giai đoạn khai hoang miền Tây Nam Bộ.

## Nguồn gốc tên gọi của đình

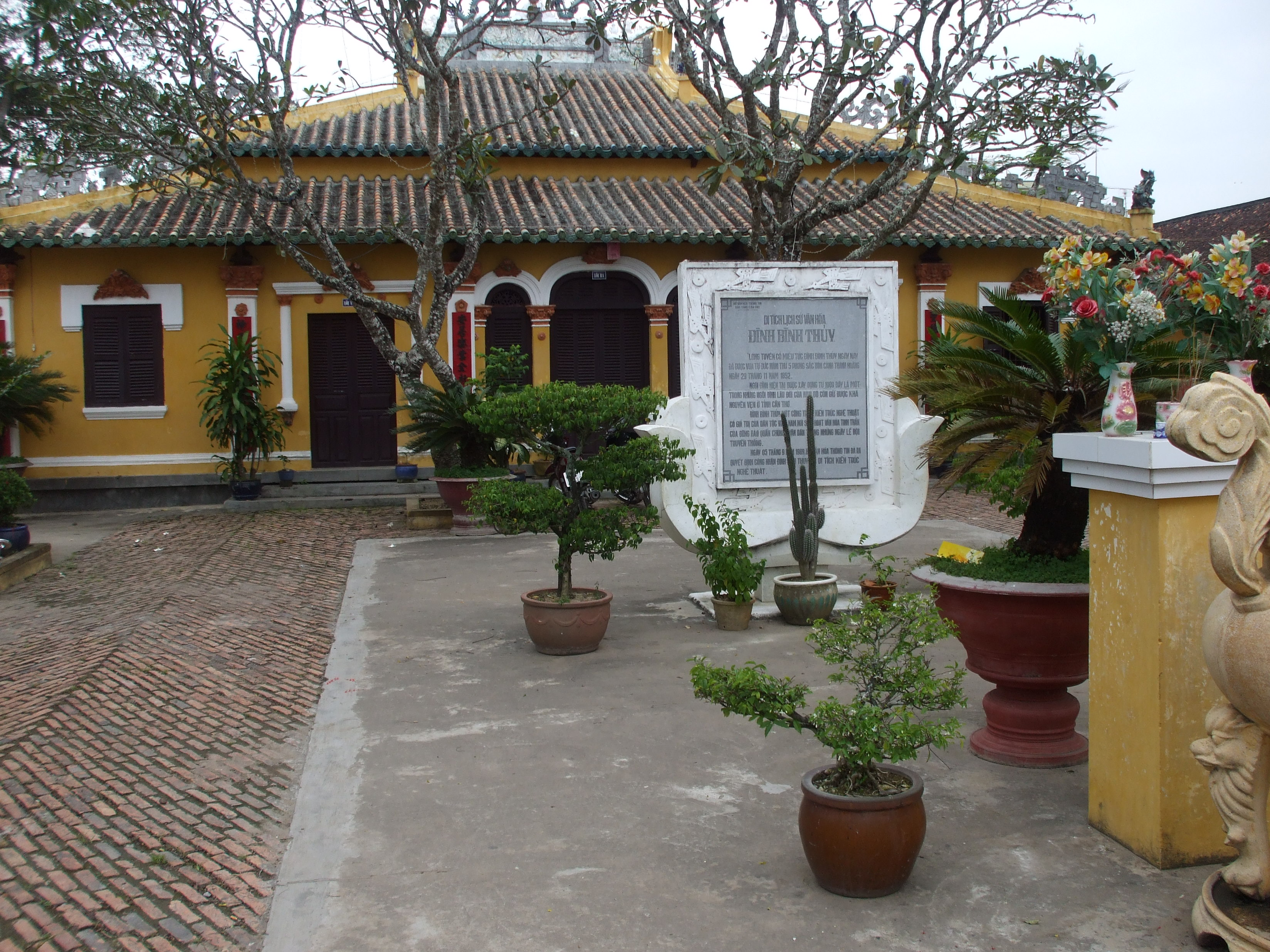
Đình Bình Thủy, tại P. Bình Thủy, T.p Cần Thơ

## Lịch sử xây dựng đình

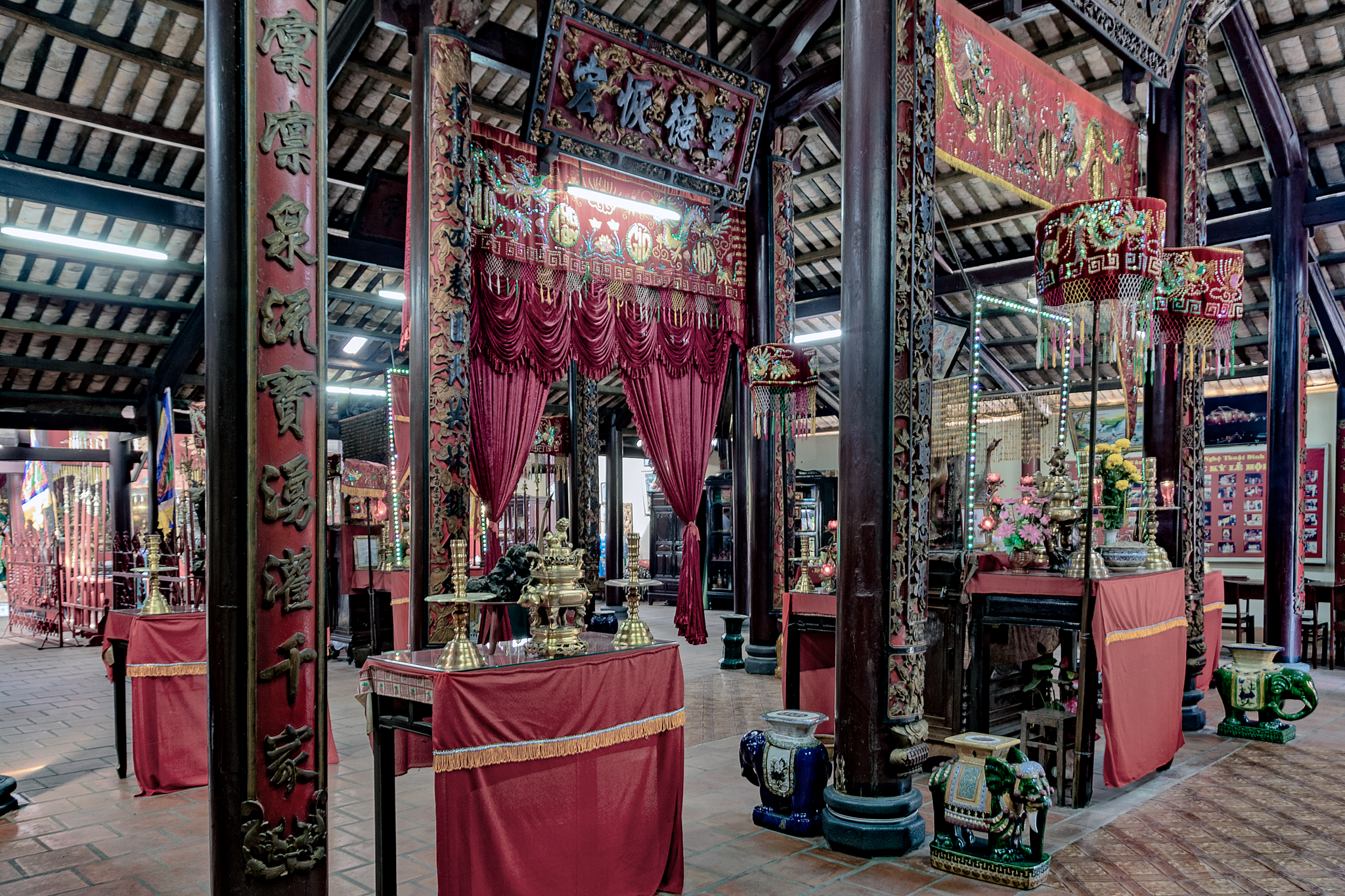
Nội thất đình Bình Thủy

## Kiến trúc đình

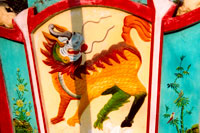
Bình phong điêu khắc hình con Tứ Bất Tướng

## Vị trí
Đình Bình Thủy tọa lạc tại địa điểm ngày nay thuộc phường Bình Thủy, quận Bình Thủy, thành phố Cần Thơ. Đình nằm sát với khu cư dân được bao quanh bởi hàng rào tứ giác: Mặt Bắc cách bờ sông Hậu khoảng 200 m, mặt Đông là bờ con rạch Bình Thủy, còn mặt Nam sát đường Lê Hồng Phong. Từ trung tâm Thành phố Cần Thơ, nếu đi theo đường Nguyễn Trãi qua đường Cách mạng Tháng Tám và Lê Hồng Phong 5 km là tới đình Bình Thủy.